# Notiphila simalurensis
Notiphila simalurensis är en tvåvingeart som beskrevs av Meijere 1916. Notiphila simalurensis ingår i släktet Notiphila och familjen vattenflugor. Inga underarter finns listade i Catalogue of Life.